# Erodoto
(Erodoto, Storie, 1,32,9)
Erodoto, detto di Alicarnasso o di Thurii (in greco antico: Ἡρόδοτος?, Hēródotos, pronuncia: [hɛːródotos]; Alicarnasso, 484 a.C. – Thurii, circa 425 a.C.), è stato uno storico greco antico.
Fu considerato da Cicerone come il «padre della storia». Nella sua opera, ispirata a quella dei logografi (in particolare Ecateo di Mileto), egli cerca di individuare le cause che hanno portato alla guerra fra le poleis unite della Grecia e l'Impero persiano, ponendosi in una prospettiva storica, utilizzando l'inchiesta e diffidando degli incerti resoconti dei suoi predecessori.

## Biografia
Erodoto nacque, presumibilmente, nel 484 a.C. da una famiglia aristocratica di Alicarnasso (Asia minore), città della Caria (colonizzata fin dall'XI secolo a.C. dai Dori), da madre greca, Dryò, e padre asiatico, Lyxes. Politicamente fu sempre avverso, assieme al cugino Paniassi, a Ligdami II, tiranno di Alicarnasso, che governava la città grazie all'appoggio del Gran Re di Persia Dario I.
Paniassi, anzi, accusato da Ligdami di aver preso parte a una congiura di aristocratici per eliminarlo, fu messo a morte, mentre Erodoto riuscì a fuggire a Samo, città aderente alla Lega delio-attica di orientamento antipersiano (457 a.C. circa), dove ebbe la possibilità di perfezionare la sua conoscenza del dialetto ionico. Ritornò in patria intorno al 455 a.C. vedendo così la cacciata di Ligdami II, dopo la quale, nel 454 a.C., Alicarnasso entrò nella lega ateniese, divenendo tributaria della città attica.
Erodoto viaggiò e visitò gran parte del Mediterraneo, in particolar modo l'Egitto dove, affascinato da quella civiltà, rimase per quattro mesi. I viaggi gli avrebbero fornito materiali utili destinati alla stesura della sua opera (le Storie). Dal 447 a.C. soggiornò ad Atene, dove conobbe Pericle, il poeta tragico Sofocle, l'architetto Ippodamo di Mileto, i sofisti Eutidemo e Protagora. Nel 445 a.C. partecipò alle Panatenee, durante le quali lesse pubblicamente brani della sua opera, ricevendone in premio la notevole somma di 10 talenti.
Lo scrittore si stabilì, infine, nella colonia panellenica di Thurii (in Magna Grecia, nel luogo dove sorgeva l'antica Sibari), alla cui fondazione collaborò intorno al 444 a.C. ottenendone la cittadinanza. La tradizione vuole che vi morisse negli anni successivi allo scoppio della Guerra del Peloponneso, alla quale accenna nella sua opera.

## Il mondo concettuale di Erodoto

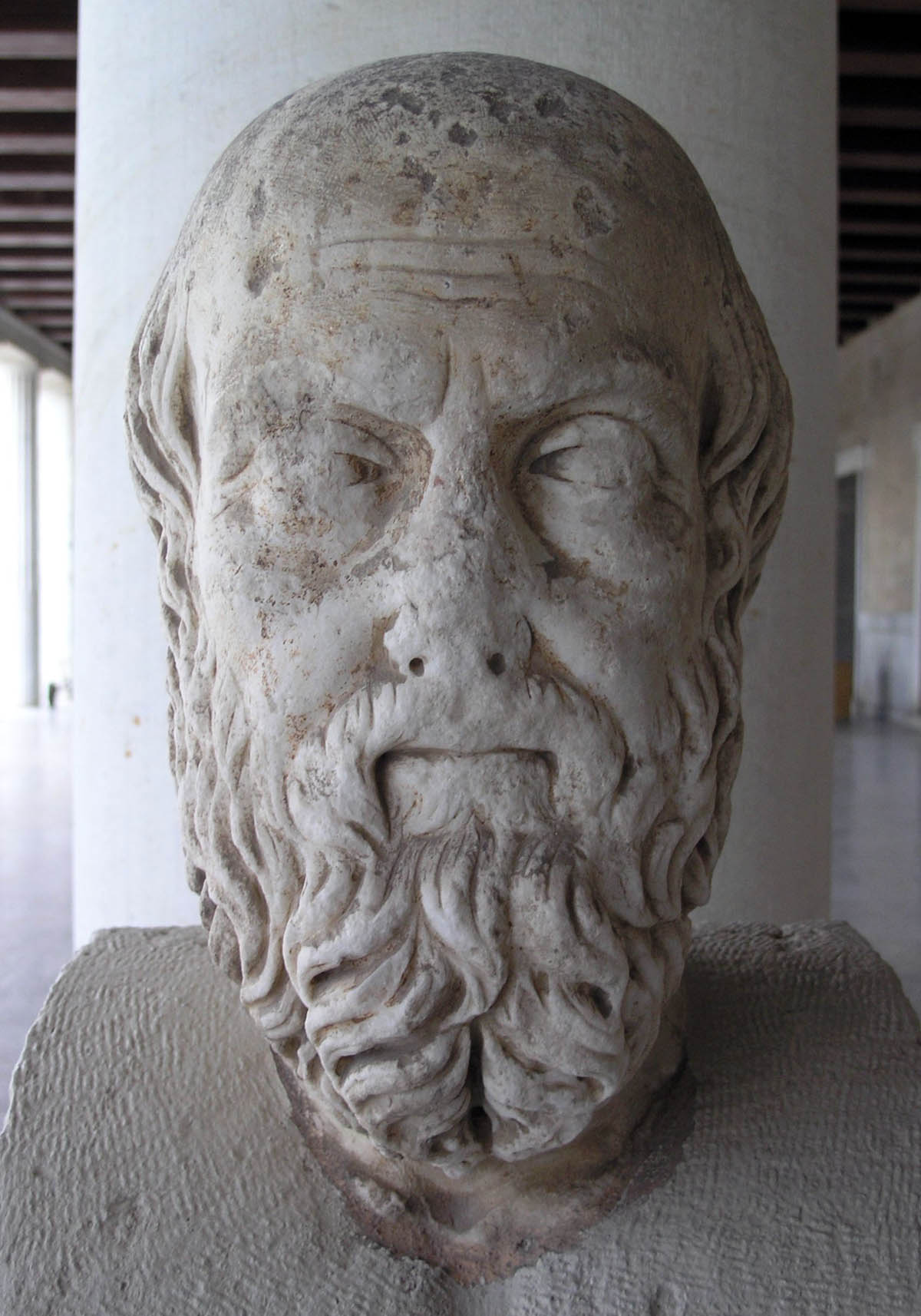
Busto di Erodoto

Per capire bene la grande rivoluzione operata da Erodoto, considerato, come detto, "padre della storiografia", va premesso che il concetto di storia nell'antica Grecia era leggermente diverso da quello moderno, ossia una sequenza cronologica di avvenimenti descritta in modo obiettivo e con metodo scientifico, tanto che per molto tempo Tucidide fu considerato il più vero e antico storiografo greco, per quanto riguarda la scientificità della narrazione.
Nell'antica Grecia, infatti, la storia era considerata anzitutto come magistra vitae e aveva quindi un fine pedagogico e solo secondariamente scientifico. Il fine della narrazione erodotea, come è possibile desumere dalla dichiarazione proemiale, era quello di raccontare «gesta degli eroi», anche se poi tale premessa sarà solo parzialmente mantenuta. L'ottica con la quale Erodoto considera gli avvenimenti, i valori della storia e le azioni umane è analoga e paragonabile a quella dominante nel mondo dell'epos (epica), in cui gli uomini agiscono spinti dal desiderio di gloria nell'intento di lasciare un ricordo imperituro di sé. Sebbene la ricerca storiografica tenda alla razionalizzazione del presente nella ricerca di una dinamica cause-conseguenze, la composizione erodotea non può fare a meno di ammettere l'esistenza di un'entità divina, terribile e sconvolgente cui, in ultima istanza, andavano ricondotti i rovesci del destino.
L'opera era destinata a una lettura pubblica e questa fu certo una delle prime forme di trasmissione del testo; per questa ragione lo stile adottava espressioni formulari di carattere epico e procede secondo una dinamica circolare, sempre cercando di rimanere a suo modo impersonale e oggettivo nonostante attinga a piene mani dal materiale epico e dalla logografia (termine che indicava originariamente la "scrittura in prosa", i cui autori raccolsero in opere organicamente strutturate descrizioni di paesi stranieri, leggende locali eroiche, ecc.), Erodoto sarà il primo a ricercare un filo logico nella successione degli eventi, che si traduce nel rapporto causa-effetto.
La storia non è considerata da Erodoto come una semplice serie di avvenimenti che si susseguono nel tempo, ma come un insieme di fatti collegati fra loro da una complessa rete di rapporti logici, ben intelligibile. I principi chiave su cui si fonda la metodologia erodotea sono l'ὄψις (vista), la ἀκοή (ascolto) e la γνώμη (criterio con il quale seleziona i dati raccolti da vista e ascolto nel caso in cui essi siano in contraddizione, o li divide fra quelli visti da lui e quelli che ha sentito raccontare).
Erodoto, quindi, dichiara espressamente l'uso di un metodo che rende i suoi racconti veridici, anche se accosta in maniera asistematica dati autentici a fatti palesemente favolistici, al fine di pilotare l'attenzione degli spettatori, quindi trovandosi ancora in una via di mezzo fra il logografo e lo storico, un narratore di storie più che uno storico in senso moderno. Qualora gli si prospettino due versioni diverse e non abbia elementi per decidere, si basa su un criterio di logica e verosimiglianza; talvolta lascia al lettore la scelta o respinge una determinata notizia, ritenendola incredibile.
(Erodoto, Storie, II, 123.)
Erodoto introduce nel suo pensiero anche quella che noi oggi potremmo chiamare filosofia della storia. Secondo Erodoto, infatti, protagonista della storia è la divinità, che è garante dell'ordine universale ed è quindi una divinità conservatrice. Nell'attimo stesso in cui l'ordine viene compromesso la divinità interviene, in base a quel principio che l'autore definisce come φθόνος θεῶν ("invidia degli dèi"). Tale principio filosofico si basa su una concezione arcaica della divinità: nell'antica Grecia, gli dei possedevano caratteristiche umane ed erano gelosi della propria gloria e del proprio potere. L'uomo che ottiene troppa fortuna, ὄλβος (òlbos, "felicità" o "fortuna") compie un atto di ὕβρις (hýbris, "tracotanza") incorrendo nello φθόνος θεῶν (phthònos theṑn, "invidia degli dèi"), e di conseguenza deve ricevere una punizione da parte degli dèi, che può essere morte, sofferenza o perdita della κλέος (klèos, "gloria").
Gli uomini devono quindi adeguarsi alla loro volontà, cercando di capirla con le divinazioni, gli oracoli e l'oniromanzia (interpretazione dei sogni). Con questa convinzione Erodoto riproduce uno schema mentale di asservimento alla divinità, tipico dell'età arcaica. Una visione della Storia mescolata, secondo la logica dei tempi dell'autore, alla religione, ma di cui Erodoto supera i tranelli grazie alla sua limpida onestà e logica intellettuale.
L'ambiente con cui viene a contatto lo storico è l'Atene di Pericle, nella quale i valori tradizionali dell'aristocrazia naturale vengono contestati veementemente dai sofisti, intellettuali polemici che fondano la propria critica nella condanna dei νόμοι ("nòmoi", "costumi") convenzionali, ovvero artificiali e quindi non degni di rispetto, importanza e interesse. Si tratta quindi di elementi critici anche dell'impianto periegetico di Erodoto che analizza e studia proprio i nomoi delle popolazioni barbare, che, se da una parte venivano criticate da un altro dittico di sofisti, come Ippia, o Antifonte, legati al Diritto Naturale, proprio per la loro non corrispondenza alla φῦσις (phýsis, "natura"), venivano anche osteggiati dagli esponenti del cosiddetto tradizionalismo etico, che vedevano nel nomos propriamente greco l'unica fonte di verità, giustizia e sicurezza.
Erodoto risponde unendo e facendo propri alcuni aspetti contrari delle due visioni, riuscendo a sfuggire alle critiche e dando significato proprio alla sua ricerca. Egli, attraverso il relativismo di Protagora rifiuta di riconoscere come unica degna di attenzione la tradizione greca, affermando che a ogni uomo i propri costumi appariranno sempre i migliori, e contesta ai sofisti l'inutilità o la dannosità dei nomoi affermando che essi meritano attenzione e rispetto in quanto espressione per ciascun popolo della propria tradizione e cultura. La modernità di Erodoto è chiara proprio in questo passaggio culturale e storiografico.

## LeStorie

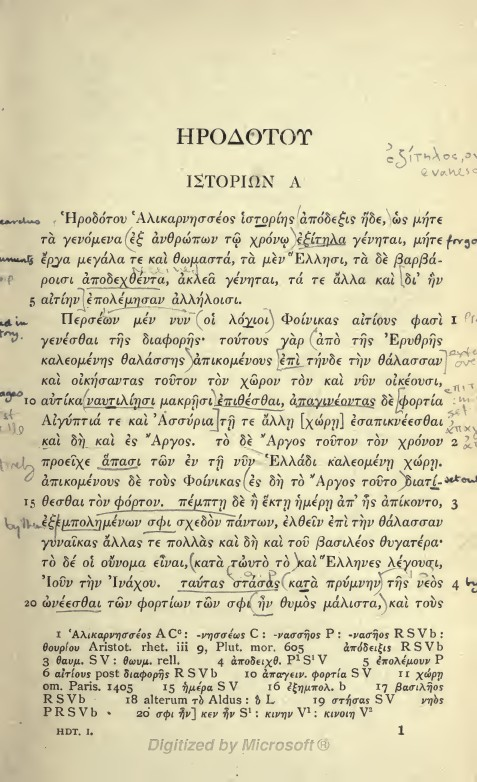
Inizio delle Storie nell'edizione critica di Karl Hude (Oxford, 1908).

L'opera storiografica di Erodoto, le Storie (Ἱστορίαι), è divisa in 9 libri, secondo una divisione operata dai grammatici alessandrini.
Nel proemio, dopo aver indicato il proprio nome e quello della città natale, Erodoto presenta la sua opera, illustrandone lo scopo generale e il tema:
(Erodoto, Storie, I, 1.)
Erodoto presenta l'opera come "ἱστορίης ἀπόδεξις", "esposizione della ricerca", che ha riguardato sia le imprese umane (τὰ γενόμενα ἐξ ἀνθρώπων) che non devono essere dimenticate, sia le gesta grandi e meravigliose (ἔργα μεγάλα τε καὶ θωυμαστά), compiute "sia da Elleni sia da Barbari".

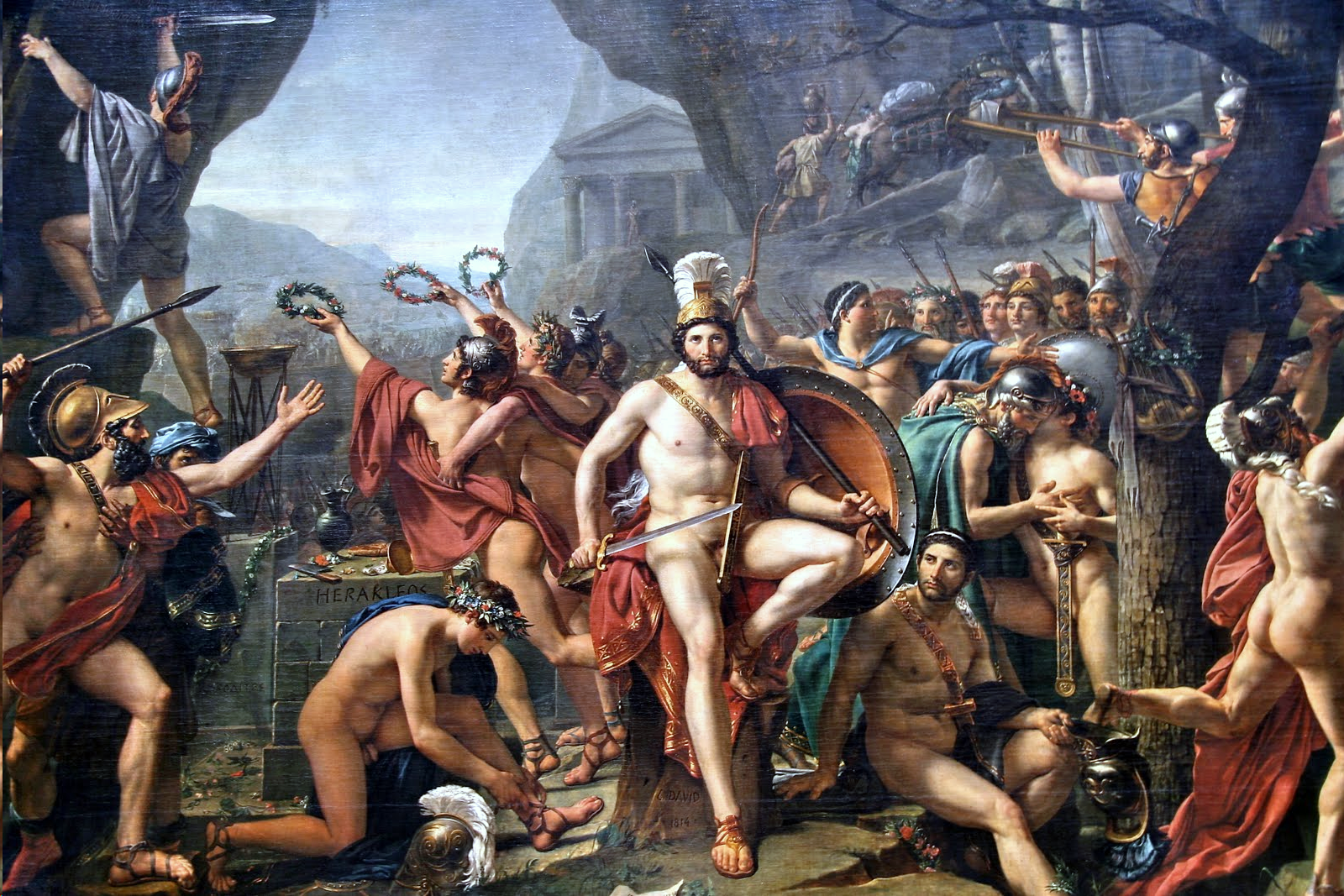
Leonida e l'esercito spartano alle Termopili, dipinto ottocentesco di Jacques-Louis David.

In Persia il re Ciro il Grande intende conquistare tutti i possedimenti degli altri governatori tra i quali Candaule, Gige e Creso. Nel primo libro Erodoto narra di vari episodi fantastici come quello della moglie di Candaule scoperta nuda da Gige e un aneddoto pieno di coraggio e onore raccontato da Solone a Creso riguardo alla felicità umana. Sconfitto in una battaglia quest'ultimo da Ciro, egli diventa il sovrano assoluto della Persia e si trasferisce a Babilonia dove muore (425 a.C.).
Nel secondo libro vengono esposte tutte le qualità e le curiosità della terra d'Egitto, dove ora governa Cambise II. Facendo riferimenti ai suoi viaggi compiuti in giovinezza, Erodoto fornisce una dettagliata descrizione dei luoghi, dei paesaggi, delle usanze popolari e delle tradizioni dell'Egitto, sottolineando in particolare le funzioni del fiume Nilo.
Nei libri III e IV viene narrato come Cambise conquista con ripetuti assalti l'Egitto, terra dei faraoni, e di come Dario I gli succede alla sua morte. Egli immediatamente nota che la Grecia è un punto strategico dove fondare nuove città e insediamenti perché fornisce l'accesso dei commerci tra l'Oriente e l'Occidente mediante il Mar Mediterraneo. Immediatamente Dario comincia a conquistare le colonie greche ioniche dell'Asia Minore (odierna Turchia) e a dividerle in satrapie ponendo a capo di ciascuna un governatore.
Nel V libro delle città ioniche guidate da Aristagora insorgono contro il dominio di Dario I e di seguito la ribellione viene sostenuta in Ellade dai politici Milziade e Aristide i quali formano un esercito oplita. La battaglia si svolge nel 490 a.C. a Maratona e l'esercito greco, di gran lunga inferiore di numero a quello nemico, riesce a sconfiggere Dario. La vittoria la si deve all'unione delle polis Sparta e Atene e al coraggio degli uomini ellenici.
Non molti anni dopo il figlio di Dario Serse riprende il progetto espansionistico del padre e assalta alcune città ioniche come Mileto (libro VII). Ora veramente l'intera Grecia è minacciata e tutte le polis, dopo il sacrificio dello spartano Leonida alle Termopili, si uniscono politicamente e militarmente per fronteggiare il copioso esercito di Serse.
Nell'ottavo libro Erodoto narra delle battaglie condotte da Temistocle prima a Capo Artemisio nei pressi di Atene, ove i greci si ritirano strategicamente ma permettendo così ai persiani di radere al suolo la capitale, e di seguito la battaglia finale di Salamina svoltasi in una sorta di piccolo golfo. I persiani, recatisi nel piccolo spazio con tutte le navi, rimangono incagliati e quindi sorpresi dalle navi greche che le distruggono una dopo l'altra.
La guerra combattuta per la seconda volta contro i persiani dalla Grecia è vinta nuovamente (IX libro). Nell'ultima parte dell'opera Erodoto dirige un'invocazione a Calliope, dea dei poeti, e di seguito narra la battaglia tra la Grecia e l'usurpatore Mardonio.

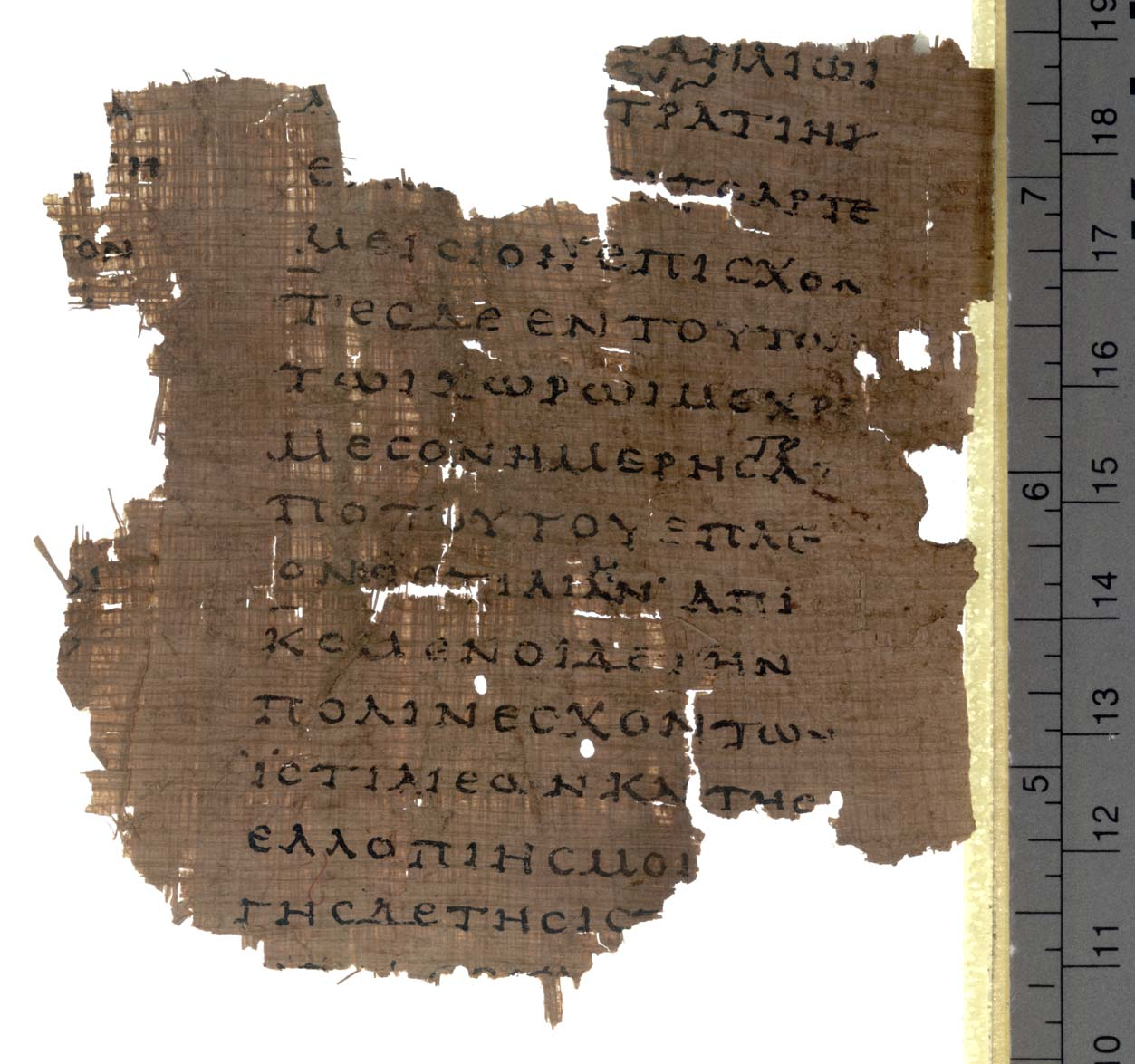
Frammento del Papiro di Ossirinco 2099 (datato alla prima parte del II secolo d.C.), contenente un brano delle Storie di Erodoto, Libro VIII.

Le premesse sostanziali su cui si fonda il dibattito su quest'opera riguardano le discrasie prospettiche e la frammentarietà della visione che coinvolgono l'intera opera erodotea.
Una prima ipotesi sistemerebbe l'opera mettendo prima le guerre persiane e poi i λόγοι (discorsi) introduttivi.

Jacoby, nel 1913, ipotizzò che in origine l'opera fosse stata composta in chiave acroamatica (destinata cioè alla pubblica lettura, in discorsi separati) e che poi Erodoto, venuto a contatto con l'ideologia periclea, abbia fuso assieme tutti i vari discorsi. Secondo Jacoby, Erodoto aveva scritto prima i logoi sui persiani e la loro espansione e in seguito il racconto più lineare della guerra greco-persiana. De Sanctis nel 1926 teorizzò invece che Erodoto avesse raccontato la storia dal punto di vista dei Persiani e che, di conseguenza, abbia presentato i vari popoli da essi incontrati. Secondo queste due teorie quindi, l'opera non è il risultato di un progetto preciso, ma del caso.
Infine, l'ipotesi unitaria, formulata nel 1933 da Schadewaldt, afferma che Erodoto raccontò la storia delle colonie greche secondo un'ottica universalistica, rappresentando lo scontro fra Oriente e Occidente. I sostenitori di tale ipotesi mettono in luce l'episodio iniziale dell'opera, l'assoggettamento delle colonie greche da parte di Creso (560 a.C.), e l'episodio finale, la liberazione di Sesto, ultima città greca in mano ai Persiani.
Molte discussioni sono nate proprio dal fatto che l'opera erodotea si concluda con un evento minore, come è la presa di Sesto, avvenuta nel 478 a.C.; a questo si aggiungono alcune promesse dell'autore, disattese (come un λόγος assiro o la narrazione della morte di Efialte), e imperfezioni e incongruenze.
Secondo alcuni critici, l'opera è stata interrotta da circostanze esterne, mentre il lavoro era in corso, come la Guerra del Peloponneso di Tucidide: Wilamowitz e Jacoby, ipotizzarono che Erodoto avesse voluto giungere fino al momento della costituzione della lega delio-attica (477 a.C.).
I sostenitori della completezza dell'opera analizzano soprattutto l'ultimo libro; Luciano Canfora sostiene che il colloquio tra Artembare e Ciro, che si conclude con la frase «prepararsi a non essere più dominatori ma dominati», appare «palesemente conclusivo», adatto al tema della "Storia persiana".

Le promesse non rispettate dall'autore sono: 
(A.Lesky, Storia della letteratura greca, Milano, Il Saggiatore, 1962, vol. I)
Inoltre bisogna ricordare che l'opera era destinata a un uso orale-aurale, per cui non vi era la necessaria presenza di un finale.

## La fortuna
Le citazioni di Erodoto in opere successive sono numerosissime, sia per quel che riguarda i contenuti, sia per quel che riguarda il suo stile. Dionigi di Alicarnasso fu un grande estimatore del suo stile, mentre Plutarco scrisse un intero trattato contro di lui, il De Herodoti malignitate, anche se nelle sue opere utilizza abbondantemente l'opera di Erodoto.
La tradizione papiracea di Erodoto ne documenta l'ampia fortuna lungo tutta l'antichità, ma soprattutto per quel che riguarda episodi e narrazioni famose, con 45 papiri che contengono frammenti del testo delle Storie e 10 papiri che attestano il nome dello storico in altre opere o documenti, come in un famoso frammento papiraceo afferente a un commento di Aristarco a Erodoto.
Le stesse storie sono attestate nel Medioevo in opere compilative, tra le quali anche opere tarde di Giovanni Boccaccio (De casibus virorum illustrium e De mulieribus claris).
La fortuna di Erodoto è amplissima nel Rinascimento, momento nel quale cominciano anche a comparire le prime traduzioni, quali quella dei primi capitoli di Guarino Veronese (prima del 1446) e quella del pisano Mattia Palmieri (da non confondere con il contemporaneo fiorentino Matteo Palmieri), mai pubblicata a stampa; quest'ultima forse precedette quella di Lorenzo Valla (defunto il 1 agosto 1457), realizzata dall'umanista per il papa Niccolò V tra il 1452 e il 1455 (dopo quella di Tucidide: 1448-1452) e stampata postuma la prima volta nel 1474 a Venezia, la seconda a Roma nel 1475 e la terza ancora a Venezia nel 1494,; segue la prima traduzione volgare, di Matteo Maria Boiardo (la prima di 5 edizioni a stampa è del 1533) e l'edizione, la traduzione e le due apologie di Henri Estienne. Alla fine del XV secolo risale anche la prima edizione a stampa di Erodoto (1502), della quale è conservato anche il codice di riferimento utilizzato per la sua produzione, il Norimbergensis V, 10.

Le moderne edizioni critiche cominciano a comparire nel XVII secolo: anzi, l'attuale suddivisione in capitoli risale proprio a questo periodo.